# RRC Hamoir
RRC Hamoir is een Belgische voetbalclub uit Hamoir. De club is bij de Voetbalbond aangesloten met stamnummer 3114 en heeft blauw-zwart als clubkleuren. De club speelt in de nationale afdelingen sinds het begin van de 21ste eeuw.

## Geschiedenis
In 1931 sloot een club met de naam Racing Club Hamoir aan bij de Belgische Voetbalbond, en kreeg stamnummer 1725 toegekend. Deze club diende echter in het begin van de Tweede Wereldoorlog zijn ontslag in, en het stamnummer werd geschrapt op 21 januari 1941.
Op 1 augustus van dat jaar werd Racing Club Hamoir echter opnieuw opgericht. Men sloot aan bij de Voetbalbond in oktober, en kreeg stamnummer 3114.
De club bleef vele jaren in de provinciale reeksen spelen. In 1982 kreeg de club de koninklijke titel, en werd Royal Racing Club Hamoir.
In het begin van de 21ste eeuw zou de club doorstoten in de nationale reeksen. In 2005 promoveerde Hamoir uit Eerste Provinciale, en mocht zo aantreden in Vierde Klasse. Hamoir begon er sterk, en won er meteen de eerste periode. Uiteindelijke eindigde men achtste, maar dankzij de eerste periodetitel had de ploeg in zijn eerste seizoen al een plaats in de eindronde afgedwongen. Daar was in de eerste ronde SK Lebeke-Aalst echter te sterk. Het volgende seizoen, 2006/07, was het echter wel raak. Hamoir pakte de titel in zijn reeks, en stootte zo door naar Derde Klasse. Twee seizoen later degradeerde Hamoir opnieuw naar Vierde Klasse.

## Erelijst
- vierde Klasse

winnaar (1x): 2007

## Resultaten
| Seizoen | Klasse | Klasse | Klasse | Klasse | Klasse | Klasse | Klasse | Klasse | Klasse | Reeks                                                    | Punten                                                   | Opmerkingen                                              |
|         | I      | I      | II     | III    | IV     | P.I    | P.II   | P.III  | P.IV   |                                                          |                                                          |                                                          |
| ------- | ------ | ------ | ------ | ------ | ------ | ------ | ------ | ------ | ------ | -------------------------------------------------------- | -------------------------------------------------------- | -------------------------------------------------------- |
| 2004/05 |        |        |        |        |        |        |        |        |        | Eerste prov. Luik                                        |                                                          |                                                          |
| 2005/06 |        |        |        |        | 8      |        |        |        |        | Vierde klasse D                                          | 39                                                       | Verlies in eindronde voor promotie tegen SK Lebeke-Aalst |
| 2006/07 |        |        |        |        | 1      |        |        |        |        | Vierde klasse D                                          | 73                                                       |                                                          |
| 2007/08 |        |        |        | 7      |        |        |        |        |        | Derde klasse B                                           | 39                                                       |                                                          |
| 2008/09 |        |        |        | 14     |        |        |        |        |        | Derde klasse B                                           | 30                                                       | Verlies in eindronde voor behoud tegen KVK Ieper         |
| 2009/10 |        |        |        |        | 9      |        |        |        |        | Vierde klasse D                                          | 40                                                       |                                                          |
| 2010/11 |        |        |        |        | 8      |        |        |        |        | Vierde klasse D                                          | 44                                                       |                                                          |
| 2011/12 |        |        |        |        | 6      |        |        |        |        | Vierde klasse D                                          | 43                                                       |                                                          |
| 2012/13 |        |        |        |        | 7      |        |        |        |        | Vierde klasse D                                          | 42                                                       |                                                          |
| 2013/14 |        |        |        |        | 4      |        |        |        |        | Vierde klasse D                                          | 50                                                       | Promotie na winst in eindronde                           |
| 2015/16 |        |        |        | 8      |        |        |        |        |        | Derde klasse B                                           | 52                                                       |                                                          |
|         | 1A     | 1B     | 1Am    | 2Am    | 3Am    | P.I    | P.II   | P.III  | P.IV   | Vanaf 2016-17 zijn er 3 nationale en 2 regionale niveaus | Vanaf 2016-17 zijn er 3 nationale en 2 regionale niveaus | Vanaf 2016-17 zijn er 3 nationale en 2 regionale niveaus |
| 2016/17 |        |        |        | 5      |        |        |        |        |        | Tweede klasse Am.                                        | 44                                                       |                                                          |
| 2017/18 |        |        |        | 5      |        |        |        |        |        | Tweede klasse Am.                                        | 44                                                       |                                                          |
| 2018/19 |        |        |        | 3      |        |        |        |        |        | Tweede klasse Am.                                        | 59                                                       |                                                          |
| 2019/20 |        |        |        | 4      |        |        |        |        |        | Tweede klasse Am.                                        | 43                                                       |                                                          |
| 2020/21 |        |        |        | -      |        |        |        |        |        | Tweede afdeling ACFF                                     | -                                                        | Competitie stopgezet wegens Covid-19                     |
| 2021/22 |        |        |        | 8      |        |        |        |        |        | Tweede afdeling ACFF                                     | 47                                                       |                                                          |
| 2022/23 |        |        |        | 11     |        |        |        |        |        | Tweede afdeling ACFF                                     | 45                                                       |                                                          |
| 2023/24 |        |        |        | 17     |        |        |        |        |        | Tweede afdeling ACFF                                     | 23                                                       | Degradatie                                               |
| 2024/25 |        |        |        |        | 15     |        |        |        |        | Derde afdeling ACFF                                      | 21                                                       | Degradatie                                               |
| 2025/26 |        |        |        |        |        |        |        |        |        | Eerste Prov. Luik                                        |                                                          |                                                          |